# Dm-crypt

dm-crypt est un sous-système transparent de chiffrement de disques dans le noyau Linux versions 2.6 et supérieur. Il est une partie de l'infrastructure device-mapper, et utilise des routines de chiffrement issues des API Crypto du noyau. Contrairement à son prédécesseur cryptoloop, dm-crypt a été conçu pour prendre en charge des modes d'opération avancées, tel XTS, LRW et ESSIV (voir théorie du chiffrement de disque), dans le but d'éviter les attaques watermarking. En plus de cela, dm-crypt résout aussi quelques problèmes de fiabilité de cryptoloop.
dm-crypt est conçu comme une cible device mapper et peut être empilé sur d'autres transformations du même type. Il peut ainsi chiffrer des disques entiers (incluant les disques amovibles), partitions, volumes RAID, volumes logiques, aussi bien que des fichiers.
Il apparait en tant que périphérique bloc, qui peut contenir des systèmes de fichiers, partitions swap ou  un volume physique LVM.
Quelques distributions GNU/Linux autorisent l'utilisation de dm-crypt sur le système de fichier racine (chiffrement complet du système d'exploitation). Ces distributions utilisent initrd pour demander à l'utilisateur d'entrer un mot de passe, ou d'insérer un périphérique avant le processus normal de démarrage.